# نيل بست
نيل بست (بالإنجليزية: Neil Best)‏ هو لاعب اتحاد الرغبي بريطاني، ولد في 4 مارس 1979 في بلفاست في المملكة المتحدة.

## وصلات خارجية
- نيل بست على موقع دوري الرغبي الممتاز (الإنجليزية)
- نيل بست عل موقع إسبنسكروم (الإنجليزية)
- نيل بست على موقع ItsRugby.co.uk (الإنجليزية)